# Avatar: The Last Airbender (TV-serie, 2024)
Avatar: The Last Airbender är en amerikansk äventyrs-fantasyserie från 2024. Serien är en live-action-version av den animerade TV-serien Avatar: Legenden om Aang från 2005. Albert Kim är seriens show runner och huvudrollerna spelas av Gordon Cormier, Dallas Liu, Ian Ousley, Kiawentiio, Paul Sun-Hyung Lee och Daniel Dae Kim.
Serien hade premiär på streamingtjänsten Netflix den 22 februari 2024 och består av åtta avsnitt. I början av mars samma år blev det bekräftat att serien kommer att få två säsonger till.

## Rollista (i urval)
| Karaktär           | Skådespelare         | Svensk röst                                                                                |
| ------------------ | -------------------- | ------------------------------------------------------------------------------------------ |
| Avatar Aang        | Gordon Cormier       | Viggo Ragnarsson                                                                           |
| Sokka              | Ian Ousley           | Vincent Werner                                                                             |
| Katara             | Kiawentiio           | Melinda Sefane                                                                             |
| Prins Zuko         | Dallas Liu           | Ejke Blomberg                                                                              |
| General Iroh       | Paul Sun-Hyung Lee   | Adam Fietz                                                                                 |
| Eldfurste Ozai     | Daniel Dae Kim       | Jonas Jakobsen Liljehammar                                                                 |
| Prinsessan Azula   | Elizabeth Yu         | Sigrid Johnson                                                                             |
| Kommendör Zhao     | Ken Leung            | Joachim Bergström                                                                          |
| Munk Gyatso        | Lim Kay Siu          | Bengt Järnblad                                                                             |
| Mästare Pakku      | A Martinez           | Fredrik Hiller                                                                             |
| Prinsessan Yue     | Amber Midthunder     | Elsa Fryklund                                                                              |
| Borgmästare Yukari | Tamlyn Tomita        | Angela Kovács                                                                              |
| Suki               | Maria Zhang          | Malva Goldmann                                                                             |
| Avatar Kyoshi      | Yvonne Chapman       | Isabel Reboia                                                                              |
| Avatar Roku        | C.S. Lee             | Daniel Goldmann                                                                            |
| Avatar Kuruk       | Meegwun Fairbrother  | Jesper P.R. Linde                                                                          |
| Kung Bumi          | Utkarsh Ambudkar     | Calle Carlswärd                                                                            |
| Uppfinnaren Sai    | Danny Pudi           | Tim Lindner-Morin                                                                          |
| Eldfurste Sozin    | Hiro Kanagawa        | Johan Schinkler                                                                            |
| Jet                | Sebastian Amoruso    | Julius Fleischanderl                                                                       |
| Teo                | Lucian-River Chauhan | Elvis Ral Lustig                                                                           |
| Kapten Dixit       | Albert Nicholas      | Patrik Hont                                                                                |
| Chong              | Justin Wong          | Mikael Regenholz                                                                           |
| Kya                | Rainbow Dickerson    | Isabel Reboia                                                                              |
| Shufen             | Ash Lee              | Emil Almén                                                                                 |
| June               | Arden Cho            | Ester Sjögren                                                                              |
| Stormästare        | François Chau        | Calle Carlswärd                                                                            |
| Löjtnant Jee       | Ruy Iskandar         | Josef Törner                                                                               |
| Hahn               | Joel Oulette         | Michael Regenholz                                                                          |
| Yagoda             | Irene Bedard         | Angela Kovács                                                                              |
| Spion              | ?                    | Lukas Birger Larsson                                                                       |
| Övriga röster      |                      | Inga-Lill Andersson Rickard Engborg Laban Sterckx Filippa Steen Billie Dean Linda Blomgren |

Den svenska dubbningen producerades av Eurotroll AB med Malena Portnoff som projektledare. Mikael Regenholz stod för översättningen, medan Alice Ericsson agerade regissör och inspelningstekniker, och Magnus Veigas var mixtekniker. Ester Sjögren ansvarade för rollbesättning av skådespelare.
Till den svenska dubbningen återvände endast två röstskådespelare från den tecknade serien. Adam Fietz, som bland annat spelade huvudantagonisten Ozai i originalserien, har här ironiskt nog tilldelats rollen som Ozais äldre och betydligt mer sympatiske bror Iroh (en roll som tidigare innehades av den ännu verksamme Claes Ljungmark). Dessutom gör den före detta barnskådespelaren Tim Lindner-Morin, mest känd för att ha spelat titelkaraktären Aang, en närmast kaméartad återkomst till universumet, nu som ett antal vuxna karaktärer. De ersattes i sina tidigare roller av Jonas Jakobsen Liljehammar respektive Viggo Ragnarsson.

## Produktion
Inspelningarna av Avatar: The Last Airbender påbörjades i Vancouver i november 2021 med arbetsnamnet Trade Winds och avslutades i juni 2022.